# Néstor Manfredi
Néstor Manfredi (Rosario, 22 agosto 1942) è un ex calciatore argentino, di ruolo centrocampista.

## Carriera
Nell'estete 1967 venne ingaggiato dagli statunitensi del New York Generals. Con i Generals ottenne il terzo posto della Eastern Division della NPSL, non qualificandosi per la finale della competizione.